# Miki Yahata
Miki Yahata (八幡 美樹, Yahata Miki) est une ancienne joueuse de volley-ball japonaise née le 30 juillet 1990 à District d'Ibo (Préfecture de Hyōgo). Elle mesure 1,73 m et jouait au poste de réceptionneuse-attaquante. Elle a mis un terme à sa carrière de volleyeuse professionnelle en juin 2015.

## Clubs
| Club                   | De        | À         |
| ---------------------- | --------- | --------- |
| Shitennoji High School |           | 2008-2009 |
| NEC Red Rockets        | 2009-2010 | 2014-2015 |

## Palmarès
- V Première Ligue
  - Vainqueur : 2015.
- Tournoi de Kurowashiki
  - Finaliste :  2011, 2013.